# Narimanov
Narimanov (en russe : Нариманов) est une ville de l'oblast d'Astrakhan, en Russie, et le centre administratif du raïon Narimanovski. Sa population s'élevait à 10 764 habitants en 2020.

## Géographie
Narimanov est située sur la rive droite de la Volga, à 41 km au nord d'Astrakhan.

## Histoire
Le village de Nijnevolsk accéda au statut de commune urbaine en 1967 puis à celui de ville en 1984 et fut renommé Narimanov, en hommage au dirigeant soviétique Nariman Narimanov (1870-1925).

## Population
Recensements ou estimations de la population
| 1970* | 1979* | 1989*  | 2002*  | 2006   |
| ----- | ----- | ------ | ------ | ------ |
| 3 300 | 3 419 | 11 084 | 11 202 | 10 887 |

| 2010*  | 2012   | 2013   | 2014   | 2015   |
| ------ | ------ | ------ | ------ | ------ |
| 11 521 | 11 321 | 11 326 | 11 334 | 11 196 |

| 2016   | 2017   | 2018   | 2019   | 2020   |
| ------ | ------ | ------ | ------ | ------ |
| 11 139 | 11 118 | 11 079 | 10 956 | 10 764 |

## Économie
Dans la ville se trouvent le chantier naval Lotos (ОАО Судостроительный завод "Лотос") et un terminal pétrolier.